# Смыга
Смы́га (укр. Смига) — посёлок в Дубенском районе Ровненской области Украины. Административный центр Смыгской поселковой общины.
Посёлок расположен в 24 км от районного центра Дубно.

## История
Основан в 1861 году под названием Кеннеберг.
В 1928 году переименован в Смыгу.
В 1981 году Смыга получила статус посёлка городского типа.
В январе 1989 года численность населения составляла 2954 человека.
По состоянию на 1 января 2013 года численность населения составляла 2696 человек.

## Транспорт
Железнодорожная станция на линии Каменица-Волынская — Кременец. Проходит автодорога Дубно—Кременец.

## Известные уроженцы
- Мельник, Ярослав Иосифович — украинский и литовский писатель, философ и критик[4][5]

## Галерея

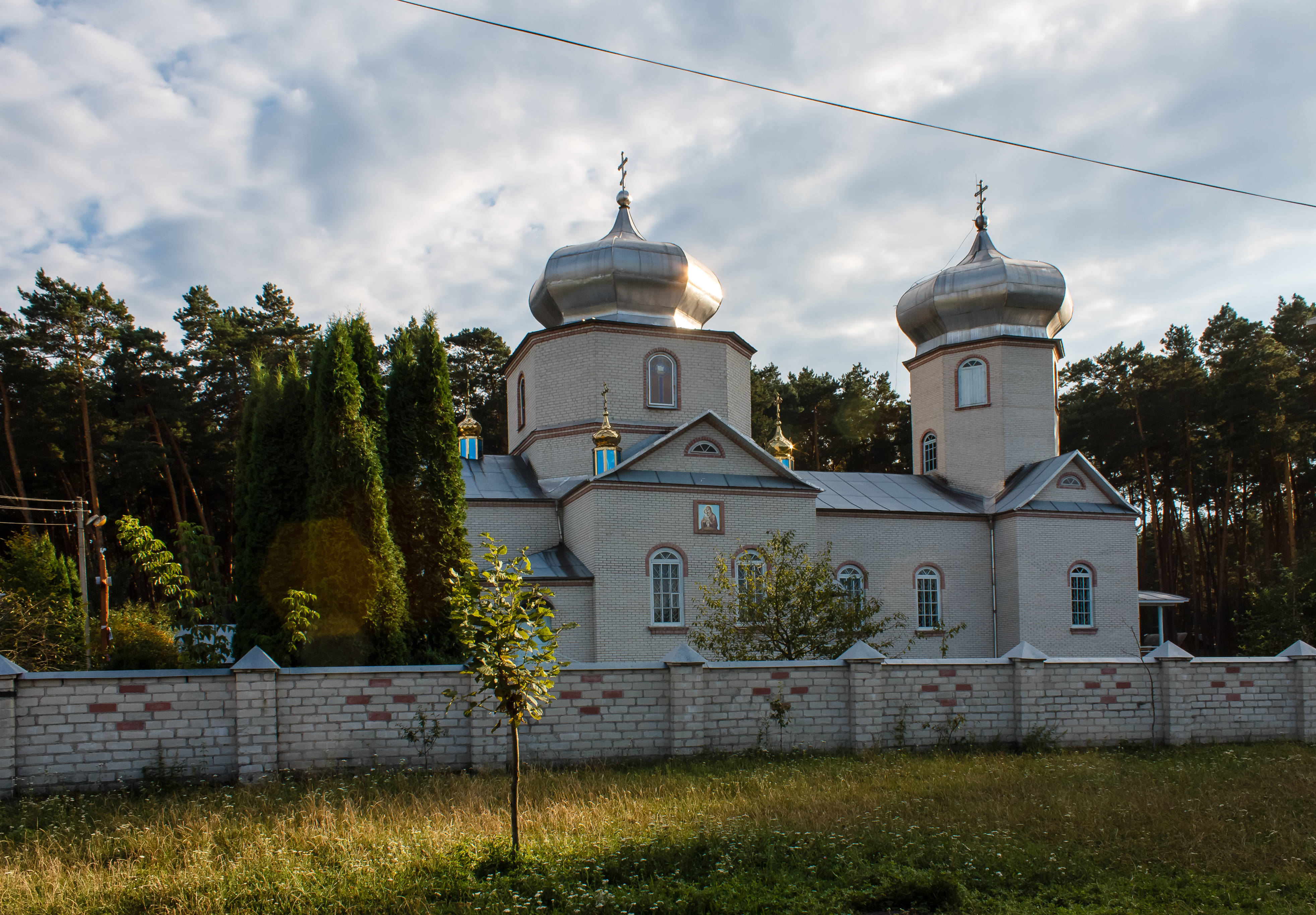
Церковь Св. Иова Почаевского, каменная, 1991 г.
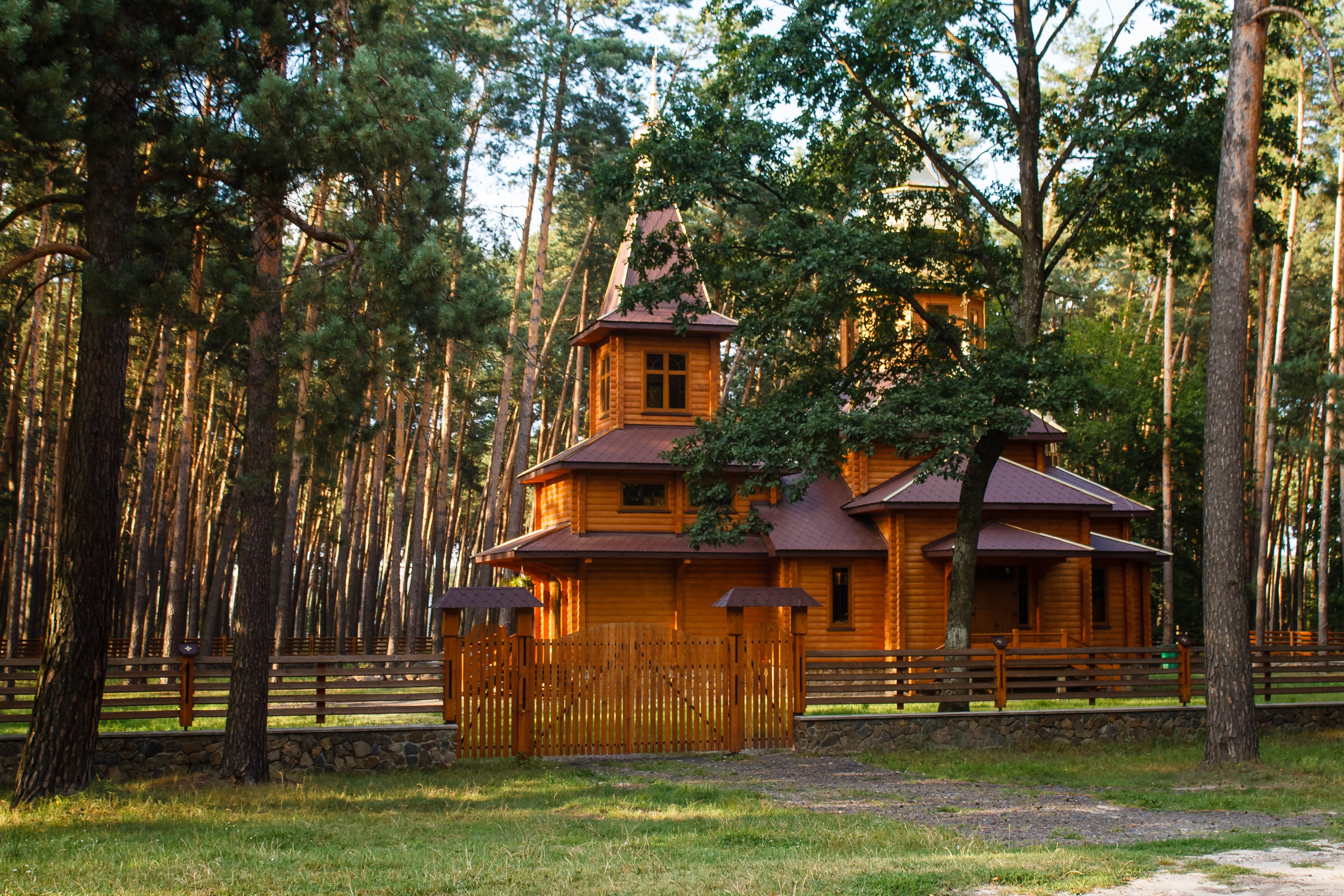
Церква Св. Иова Почаевского, деревянная, 2013 г.
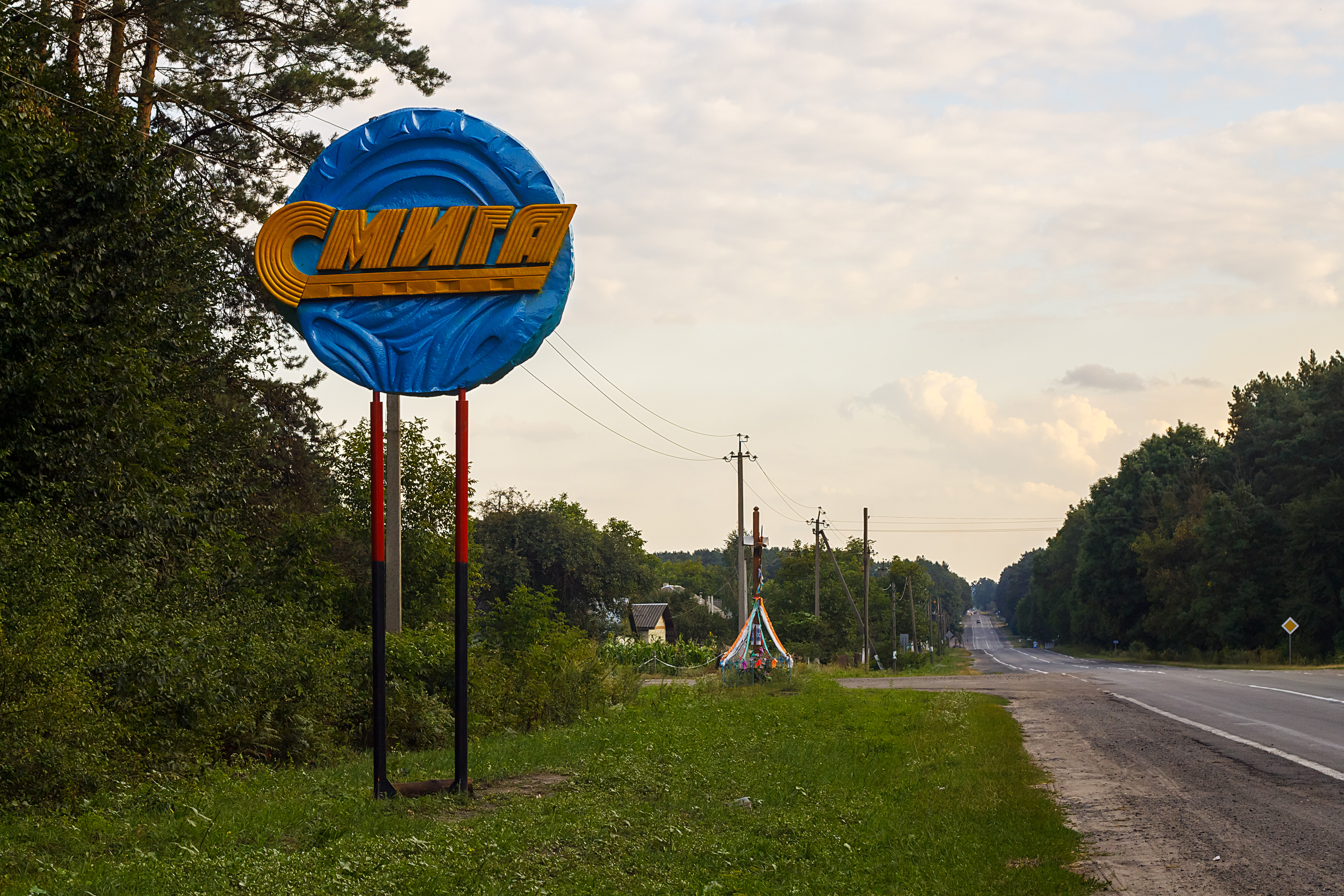
Знак на въезде в посёлок